# NGC 2129
NGC 2129 is een open sterrenhoop in het sterrenbeeld Tweelingen. Het hemelobject werd op 16 november 1784 ontdekt door de Duits-Britse astronoom William Herschel.

## Synoniemen
- OCL 467